# Schlußlicht-Drachenflosser
Der Schlußlicht-Drachenflosser (Gnathocharax steindachneri) ist ein Süßwasserfisch aus der Ordnung der Salmlerartigen (Characiformes). Er kommt im tropischen Südamerika im Stromgebiet des Amazonas, im oberen Orinokogebiet und in Guayana vor. 
Der wissenschaftliche Name der Gattung wurde wegen der langen Maxillare (Oberkieferknochen) vergeben (Gr.: „gnatho“- = Kiefer, „charax“ = Spitze), das Art-Epitheton steindachneri zu Ehren des österreichischen Zoologen Franz Steindachner.

## Merkmale
Der Schlußlicht-Drachenflosser wird 5 bis 6 Zentimeter lang. Sein Körper ist langgestreckt und seitlich stark abgeflacht. Weibchen sind hochrückiger und kompakter, Männchen deutlich schlanker.  Eine kurze Fettflosse ist vorhanden. Die Brustflossen sind verlängert, die große Schwanzflosse gegabelt und an der Basis mit roten und schwarzen Punkten versehen. Die Flossen sind gelblich, der übrige Körper silbrig oder transparent mit einem dunklen Band entlang der Seiten. Die Augen sind groß, der obere Teil der Iris ist rot. Bei laichbereiten Weibchen sind die schwärzlichen Eier oberhalb der Afterflosse als dunkler Fleck zu erkennen. Wegen der weiten Verbreitung der Fische treten verschiedene Farbvarianten auf.
- Flossenformel: Dorsale 2/6/1, Anale 3/31/1, Pectorale 1/15, Ventrale 1/7.
- Schuppenformel 33 (mLR), 10 (QR)

Der Schlußlicht-Drachenflosser ernährt sich vor allem von Anflugnahrung (Insekten, die auf die Wasseroberfläche gefallen sind).